# Jellert Van Landschoot
Jellert Van Landschoot (Kleit, 27 augustus 1997) is een Belgisch voetballer die als middenvelder voor KMSK Deinze speelt.

## Carrière

### FC Eindhoven
Jellert Van Landschoot speelt sinds 2004 in de jeugd van Club Brugge, wat hem in het seizoen 2017/18 verhuurde aan FC Eindhoven. Hij debuteerde voor Eindhoven op 18 augustus 2017, in de met 2-2 gelijkgespeelde thuiswedstrijd tegen Telstar. Hij speelde dat seizoen elke competitiewedstrijd voor Eindhoven, waarin hij drie keer scoorde. Daarna keerde hij terug naar Club Brugge.

### Oud-Heverlee Leuven
Het seizoen erna, 2018/19, verhuurt Brugge hem aan Oud-Heverlee Leuven. Daar is hij echter geen basisspeler. Over een heel jaar speelt Van Landschoot slechts elf duels.

### N.E.C.
Teruggekeerd bij Brugge werd Van Landschoot voor het derde jaar op rij verhuurd. In het seizoen 2019/20 speelt hij op huurbasis voor N.E.C. in de Eerste divisie. Daar debuteert hij op 9 augustus 2019 in de seizoensopener tegen FC Eindhoven, die zijn team met 1-2 verliest. Op 23 augustus scoort hij in de 1-2 gewonnen uitwedstrijd tegen Roda JC zijn eerste treffer voor de club. Van Landschoot kende een goed seizoen waarin hij in 28 competitieduels 4 keer trefzeker was. Vanwege de onzekerheid rond de coronacrisis wilde N.E.C. de optie op aankoop echter niet lichten.

### Lierse Kempenzonen
In september 2020 tekende Van Landschoot bij het naar de Eerste klasse B gepromoveerde Lierse Kempenzonen, nadat hij enkele maanden zonder club had gezeten. Hier begon hij goed, met een goal en twee assists in zijn eerste vier wedstrijden. Hierna raakte hij geblesseerd aan zijn enkel. Na zijn terugkeer wist Lierse nog maar één wedstrijd te winnen, waardoor het team een-na-laatste eindigde.

### Helmond Sport
Na één seizoen bij Lierse vertrok hij in 2021 transfervrij naar Helmond Sport, waar hij een contract voor twee jaar tekende.

### Carrièrestatistieken
| Seizoen                    | Club               | Competitie      | Competitie | Competitie | Beker | Beker | Overig | Overig | Totaal | Totaal |
| Seizoen                    | Club               | Competitie      | Wed.       | Dlp.       | Wed.  | Dlp.  | Wed.   | Dlp.   | Wed.   | Dlp.   |
| -------------------------- | ------------------ | --------------- | ---------- | ---------- | ----- | ----- | ------ | ------ | ------ | ------ |
| 2017/18                    | Club Brugge        | Eerste klasse A | 0          | 0          | 0     | 0     | 0      | 0      | 0      | 0      |
| 2017/18                    | → FC Eindhoven     | Eerste divisie  | 38         | 3          | 2     | 0     | —      | —      | 40     | 3      |
| 2018/19                    | → OH Leuven        | Eerste klasse B | 11         | 0          | 0     | 0     | —      | —      | 11     | 0      |
| 2019/20                    | → N.E.C.           | Eerste divisie  | 28         | 4          | 1     | 0     | —      | —      | 29     | 4      |
| 2020/21                    | Lierse Kempenzonen | Eerste klasse B | 19         | 1          | 0     | 0     | —      | —      | 19     | 1      |
| 2021/22                    | Helmond Sport      | Eerste divisie  | 38         | 13         | 1     | 0     | —      | —      | 39     | 13     |
| 2022/23                    | KMSK Deinze        | Eerste klasse B | 32         | 7          | 3     | 0     | —      | —      | 35     | 7      |
| 2023/24                    | KMSK Deinze        | Eerste klasse B | 24         | 7          | 1     | 0     | —      | —      | 25     | 7      |
| Carrièretotaal             | Carrièretotaal     | Carrièretotaal  | 190        | 35         | 8     | 0     | 0      | 0      | 198    | 35     |
| Bijgewerkt op 6 maart 2024 |                    |                 |            |            |       |       |        |        |        |        |